# Mistrzostwa Świata w Piłce Ręcznej Kobiet 1962
II mistrzostwa świata w piłce ręcznej kobiet zostały rozegrane w Rumunii. Mistrzyniami świata zostały gospodynie turnieju.

## I runda

### Grupa A

#### Mecze
| ZSRR           | 11:8 | RFN  |
| Czechosłowacja | 7:7  | RFN  |
| Czechosłowacja | 16:5 | ZSRR |

#### Tabela
| Poz | Kraj           | Pkt | BZ | BS | BB  |
| --- | -------------- | --- | -- | -- | --- |
| 1   | Czechosłowacja | 3   | 23 | 12 | +11 |
| 2   | ZSRR           | 2   | 16 | 24 | -8  |
| 3   | RFN            | 1   | 15 | 18 | -3  |

### Grupa B

#### Mecze
| Węgry | 17:8 | Japonia |
| Dania | 8:4  | Węgry   |
| Dania | 12:7 | Japonia |

#### Tabela
| Poz | Kraj    | Pkt | BZ | BS | BB  |
| --- | ------- | --- | -- | -- | --- |
| 1   | Dania   | 4   | 20 | 11 | +9  |
| 2   | Węgry   | 2   | 21 | 16 | +5  |
| 3   | Japonia | 0   | 15 | 29 | -14 |

### Grupa C

#### Mecze
| Rumunia    | 9:4 | Polska     |
| Jugosławia | 5:2 | Polska     |
| Rumunia    | 3:3 | Jugosławia |

#### Tabela
| Poz | Kraj       | Pkt | BZ | BS | BB |
| --- | ---------- | --- | -- | -- | -- |
| 1   | Rumunia    | 3   | 12 | 7  | +5 |
| 2   | Jugosławia | 3   | 8  | 5  | +3 |
| 3   | Polska     | 0   | 6  | 14 | -8 |

## II runda

### Grupa I

#### Mecze
| Rumunia        | 9:7 | Węgry          |
| Czechosłowacja | 6:5 | Węgry          |
| Rumunia        | 7:3 | Czechosłowacja |

#### Tabela
| Poz | Kraj           | Pkt | BZ | BS | BB |
| --- | -------------- | --- | -- | -- | -- |
| 1   | Rumunia        | 4   | 16 | 10 | +6 |
| 2   | Czechosłowacja | 2   | 9  | 12 | -3 |
| 3   | Węgry          | 0   | 12 | 15 | -3 |

### Grupa II

#### Mecze
| Jugosławia | 10:5 | ZSRR       |
| Dania      | 10:4 | ZSRR       |
| Dania      | 7:5  | Jugosławia |

#### Tabela
| Poz | Kraj       | Pkt | BZ | BS | BB  |
| --- | ---------- | --- | -- | -- | --- |
| 1   | Dania      | 4   | 17 | 9  | +8  |
| 2   | Jugosławia | 2   | 15 | 12 | +3  |
| 3   | ZSRR       | 0   | 9  | 20 | -11 |

## Faza finałowa

### Mecz o 5. miejsce
| Węgry | 12:10 | ZSRR |

### Mecz o 3. miejsce
| Czechosłowacja | 6:5 | Jugosławia |

### Finał
| Rumunia | 8:5 | Dania |